# Corbeyrier
Corbeyrier is een gemeente en plaats in het Zwitserse kanton Vaud, en maakt deel uit van het district Aigle.
Corbeyrier telt 359 inwoners.